# Phalaenopsis maculata
Phalaenopsis maculata — эпифитное трявянистое растение семейства Орхидные, или Ятрышниковые (Orchidaceae).
Вид не имеет устоявшегося русского названия. В русскоязычных источниках используется научное название Phalaenopsis maculata.

## Синонимы
- Phalaenopsis cruciata Schltr. 1910
- Phalaenopsis maculata f. flava Christenson 2001
- Phalaenopsis muscicola Ridl. 1893
- Polychilos maculata (Rchb.f.) Shim 1982

## Естественные вариации
- Phalaenopsis maculata var. flava

## Биологическое описание
Миниатюрный моноподиальный эпифит или литофит. 
 Стебель укороченный, скрыт основаниями 2-3 листьев.
Корни длинные, гладкие, толстые.
Листьяпродолговато-эллиптические, более 21 см в длину, 4 см в ширину. 

Цветоносы прямостоящие или наклонные, простые, реже ветвящиеся, длиной 5-10 см. Цветки распускаются последовательно, у хорошо развитых экземпляров цветение может длиться до 3-х месяцев. 

Цветки без запаха, до 3 см в диаметре. Губа красная, общий тон лепестков белый или кремовый, иногда с зеленоватым оттенком. Лепестки покрыты красно-коричневыми поперечными продолговатыми пятнами.
 От Phalaenopsis mariae, отличаются меньше размером цветов и деталями их строения.

## Ареал, экологические особенности
Калимантан, Паханг, Сабан, Саравак, Борнео и Сулавеси.
Равнинные и горные смешанные леса на высотах от 0 до 1000 метров над уровнем моря. Встречается, как на голых скалах, так и на мшистых стволах и ветвях деревьев. 

Среднемесячные температуры в местах естественного произрастания Phalaenopsis maculata практически одинаковы в течение всего года: днем 27-30°С, ночью 18-20°С. 
 Относительная влажность воздуха 82-90 %. 
Сухого сезона нет.
Относится к числу охраняемых видов (II приложение CITES).

## История описания
Найден на Борнео Кёртисом. В Европе появился в 1881 г. благодаря Вейчу. В этом же году был описан немецким ботаником Генрихом Райхенбахом.

## В культуре
Температурная группа — теплая. Для нормального цветения обязателен перепад температур день/ночь в 7-10°С.
Требования к свету: 1000—1200 FC, 10760—12912 lx.
Ярко выраженного периода покоя нет. Предпочтительна посадка на блок. Между поверхностью блока и корнями обязательна прокладка из мха. В активный период поливают ежедневно, в жару до двух раз в день.
 При невозможности содержания растения на блоке возможна посадка в горшок или корзинку для эпифитов.
Общая информация о агротехнике в статье Фаленопсис.
Вид используется в гибридизации.

## Первичныегибриды(грексы)
- Alicia Fowler — maculata х stuartiana (Dr Henry M Wallbrunn) 1984
- Aurelien — mannii х maculata (Luc Vincent) 1993
- Charm — maculata х cornu-cervi (Dr Henry M Wallbrunn) 1987
- Gerald — venosa х maculata (Luc Vincent) 1993
- Good Cheer — maculata х amboinensis (Herb Hager Orchids) 1973
- Li’L Bit — maculata х lindenii (Jones & Scully) 1970
- Little Mac — maculata х fasciata (Herb Hager Orchids) 1978
- Little Sister — maculata х equestris (Herb Hager Orchids) 1973
- Maculearist — maculata х cochlearis (Shaffer’s Tropical Garden) 1985
- Marilata — maculata х mariae (John Ewing Orchids, Inc.) 1977
- Micro Nova — maculata х parishii (Dr Henry M Wallbrunn) 1980
- Piebald — maculata х fuscata (Dr Henry M Wallbrunn) 1982
- Rare Delight — gigantea х maculata (Dr Henry M Wallbrunn) 1985
- San Shia Ama — amabilis х maculata (Hou Tse Liu) 2004
- Selene — maculata х micholitzii (Dr Henry M Wallbrunn) 1984
- Spring Rain — maculata х violacea (Herb Hager Orchids) 1974